# Ле-О-д'Анжу
Ле-О-д'Анжу (фр. Les Hauts-d'Anjou) — муніципалітет у Франції, у регіоні Пеї-де-ла-Луар, департамент Мен і Луара. Ле-О-д'Анжу утворено 15 грудня 2016 року шляхом злиття муніципалітетів Бриссарт, Контіньє, Шерре, Шампіньє, Мариньє, Сердр i Керре. Адміністративним центром муніципалітету є Шампіньє. Населення — 8727 осіб (01.01.2021).

## Історія
1 січня 2018 року до Ле-О-д'Анжу приєднано муніципалітет Шатонеф-сюр-Сарт.